# Schloss Großkühnau

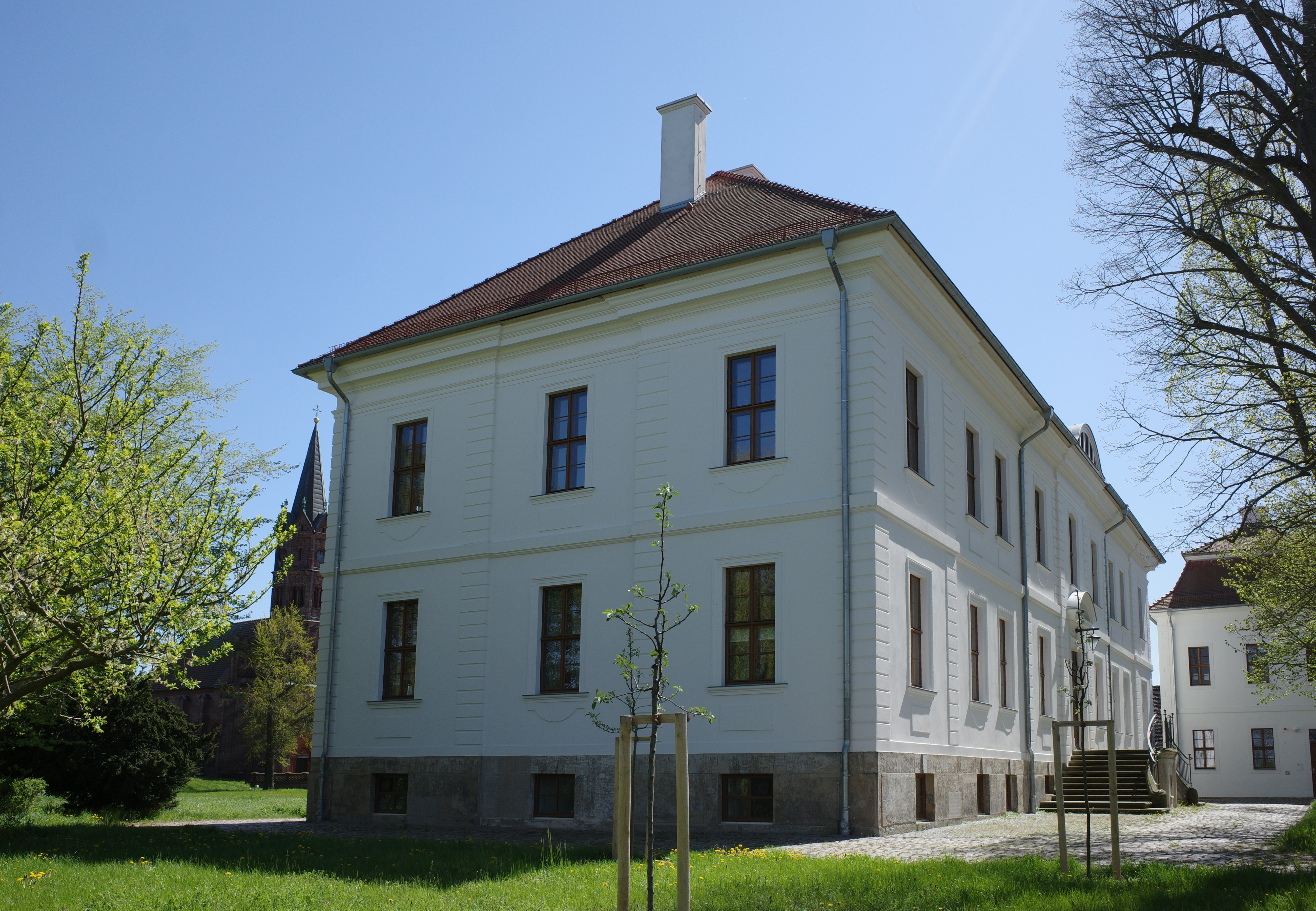
Schloss Großkühnau

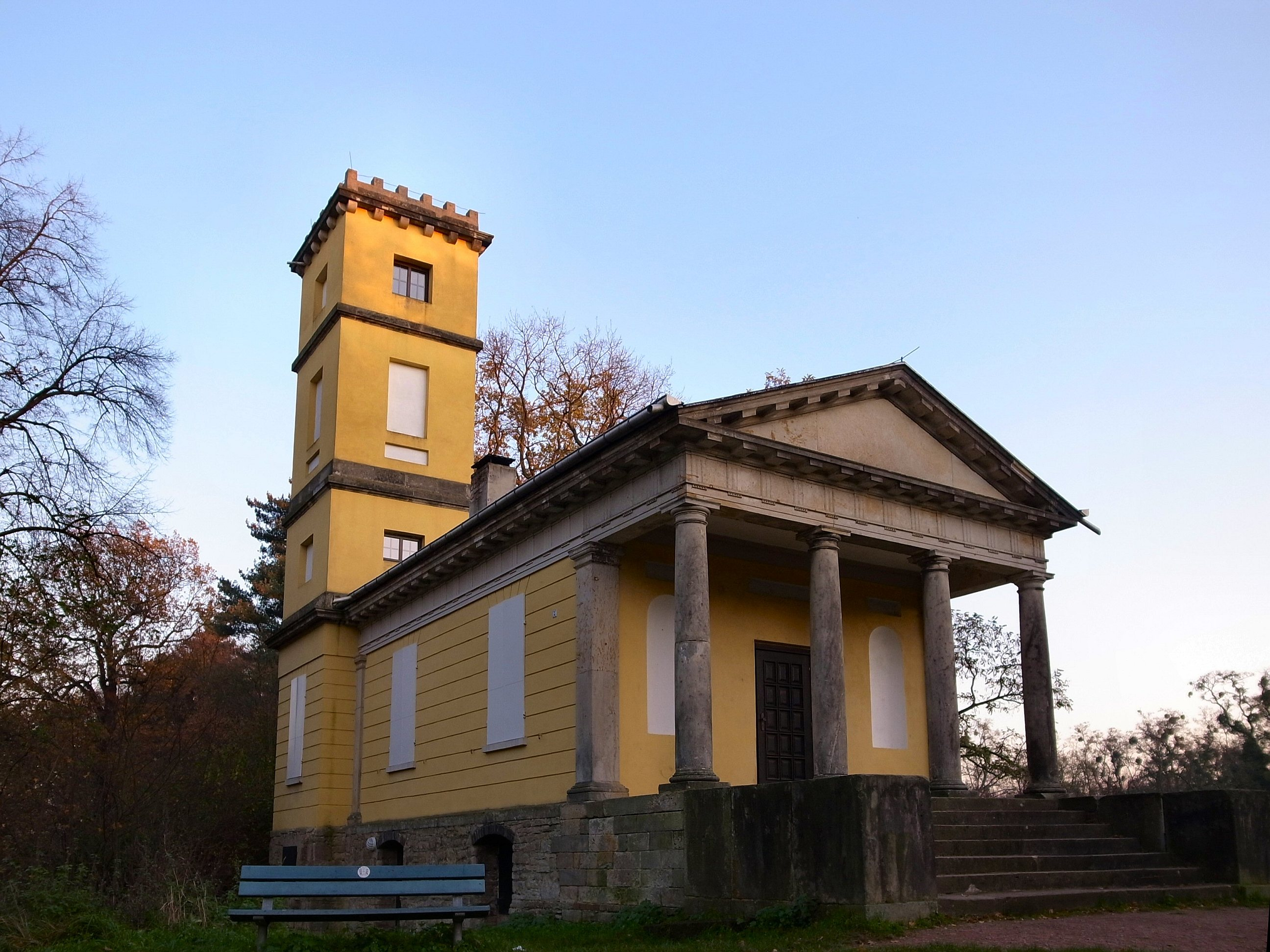
Weinberghaus

Das Schloss Großkühnau ist Teil des Dessau-Wörlitzer Gartenreiches, das in der zweiten Hälfte des 18. Jahrhunderts unter der Regentschaft von Fürst Leopold III. Friedrich Franz von Anhalt-Dessau (1740–1817) geschaffen wurde. Heute liegt er im Dessau-Roßlauer Stadtteil Großkühnau. Im örtlichen Denkmalverzeichnis ist das Schloss unter der Erfassungsnummer 094 40084 als Baudenkmal verzeichnet.

## Geschichte
Das Schloss wurde im Auftrag von Fürst Dietrich von Anhalt-Dessau im Jahr 1754 mit flachen Risaliten, geräumigen Treppenhaus, und zweiläufiger Holztreppe im Spätbarockstil erbaut. Der Architekt ist nicht bekannt, es wird davon ausgegangen, dass es sich dabei aber um Christian Friedrich Damm handelt. Prinz Albert Friedrich von Anhalt-Dessau (1750–1811), einen Sohn von Leopold II., ließ im Jahr 1780 das Schloss durch Portalgestaltungen, Treppenhaus und den Gartensaal teilweise klassizistisch neugestalten. Lediglich der Festsaal im ersten Obergeschoss war nach Entwürfen von Friedrich Wilhelm von Erdmannsdorff mit Dekorationsmalerei ausgestattet. Die Gestaltung des Gartens erfolgte von 1753 bis 1764 durch Johann Leopold Ludwig Schoch.
Als Schule des Reichsarbeitsdienstes (RAD) wurde das Schloss bereits seit dem 20. August 1932 genutzt. Seit Januar 1998 ist das Schloss der Sitz der Hauptverwaltung der Kulturstiftung Dessau-Wörlitz.

## Beschreibung
Das Schloss ist ein schlichtes rechteckiges zweigeschossiges Ziegelbauwerk auf einem Sandsteinsockel, mit einer zweiarmigern Freitreppe. Zur Schlossanlage gehört der ebenfalls unter Denkmalschutz stehende Kühnauer Park.

## Lage
Das Schloss mit seiner Parkanlage befindet sich am nördlichen Ortsrand, südlich des Kühnauer Sees. 300 Meter nordöstlich befinden sich die Reste der Wallburg Kühnau in den sogenannten Burgwallwiesen.